# 1964年夏季奥林匹克运动会南罗得西亚代表团
1964年夏季奥林匹克运动会南罗得西亚代表团是南罗得西亚派出的1964年夏季奥林匹克运动会代表团。